# Психијатријска процена
Психијатријска процена је поступак којим стручно лице, углавном психијатар, користећи различите тестове, методу посматрања и интервју, прикупља информације о клијентовим симптомима. Циљ процене је одредити тачну дијагнозу служећи се Дијагностичким и статистичким приручником за менталне поремећаје (ДСМ-5) или Међународном класификацијом болести (МКБ-10). Процена се не врши једнократно, већ континуирано током психијатријског процеса, како би се пратили стање и напредак клијента или предвиђали захтеви лечења. 

## Елементи процене

### Општи подаци о пацијенту
На почетку процене стручно лице прикупља опште податке о пацијенту у шта спадају узраст, пол, брачни статус, занимање и разлог доласка (на лични захтев/захтев лекара/захтев породице и слично).

### Садашња болест
Oвај део процене започиње детаљним описом клијентових симптома. Треба испитати да ли се клијент суочава са променама у расположењу, апетиту, спавању, сексуалној функцији, концентрацији и памћењу, као и да ли постоји присуство халуцинација, суицидних мисли или планова. Треба прецизирати када су се први симптоми појавили, какав је био њихов почтак (постепен/изненадан) и да ли су се јавили у контексту неких значајних животних околности. Неопходно је испитати и присуство соматских поремећаја, као и могућу употребу дрога и алкохола. Уколико је пацијент претходно био изложен медицинским третманима, треба их навести. 

### Претходна историја болести
Овај део процене обухвата два сегмента - историју психијатријских поремећаја и личну анамнезу.
Историја психијатријских поремећаја подразумева опис претходног тока болести, уз хронолошки приказ појава карактеристичних симптома. Уколико су претходне тегобе биле под надзором стручног лица, треба забележити раније постављене дијагнозе и третмане. Такође, потребно је испитати историју психијатријске хоспитализације, покушаја самоубиства и агресивног понашања. Пожељно је да постоји потврда пацијентове историје болести од стране породице или пријатеља. 
Лична анамнеза треба да пружи информације о животу и личности клијента, односно о месту рођења, средини у којој је одрастао и карактеристичним догађајима из детињства. Сваки проблем који се јављао током одрастања, попут фобија, траума, деликвентног понашања, треба забележити. Важан је опис пацијентовог односа према социјалној средини, пре свега породици и пријатељима, као и опис друштевног и сексуалног понашања. Академска постигнућа, хобији, радна историја и боравак у војној служби, такође треба да буду дискутовани у овом делу.

### Породична анмнеза
Поред личних тегоба пацијента, потребно је испитати и да ли је неко од његових чланова породице или рођака патио од психичких поремећаја, зависности или покушао суицид. Може се десити да је неко из породице пацијента имао недијагностиковани поремећај, те је важно да психијатар пружи описе поремећаја, не би ли на тај начин дошао да релевантних информација у оквиру породичне историје болести. 

### Социјална анамнеза
У овом делу анамнезе дискутује се о пацијентовој актуелној социјалној ситуацији под којом се подразумева брачни статус, занимање и финансијска ситација. Важно је описати услове у којима клијент станује, чланове заједнице с којом живи, какав је његов друштвени живот и да ли је корисник неких од видова социјалне подршке. 

### Општа медицинска историја болести
Иако је психијатријска процена усмерена на идентификовање проблема психичке природе, веома је важно узети у обзир и опште здравствено стање пацијента. Уколико постоји актуелна соматска болест, важно је прикупити информације о лековима које пацијент користи, као и о историји хируршких интервенција, а посебну пажњу треба обратити на евентуалне повреде главе, присуство главобоља, конвулзија и осталих проблема централног нервног система. У неким случајевима може бити теже разлучити да ли су испољени симптоми психолошке или неуролошке природе, због чега је пожељно сваком проблему приступити мултидисциплинарно. Спровођење додатног неуролошког прегледа може укључивати методе снимања мождане активности попут електроенцефалографије, магнетне резонанце и функционалне магнетне резонанце не би ли се на тај начин употпунила клиничка слика.

### Испитивање менталног статуса
Испитивање менталног статуса у психијатрији еквивалентно је лекарском прегледу телесних функција. Испитивање подразумева јасно дефинисан начин посматрања и процењивања више различитих аспеката психолошког функционисања пацијента у датом временском тренутку.  Информације прикупљене на овај начин комбинују се са осталим резултатима клиничких испитивања и тако чине обухватну процену стања пацијента на основу које је могуће доносити закључке о дијагнози и третману. 

#### Спољашњи изглед, став и моторна активност
Значајне информације о пацијенту пружају и карактеристике његовог спољашњег изгледа, где посебну пажњу треба обратити на хигијену, начин облачења, невербално понашање и фацијалну експресију. Такође, треба проценити пацијентов став према испитивачу и самом процесу испитивања, уочити степен сарадљивости и хостилности. Важно је и пацијентово понашање, с обзиром да знаци моторне активности могу бити индикатор емоционалног стања или чак неуролошких проблема, уколико се уоче абнормални покрети тела или невољни гестови. 

#### Свест и оријентација
У нормалним околностима код пацијента треба да постоји адекватна оријентација у времену, простору, према себи и другима. Оријентација се процењује постављањем питања о датом временском тренутку и месту збивања, као и о пацијентовим личним подацима (где и с ким живи, колико има година и слично). 

#### Мишљење и говор
Процењивач о мишљењу закључује на основу форме и садржаја говора. Треба оценити да ли је говор нормалне брзине и ритма, да ли постоји логичан след речи и реченица, да ли се одржава циљна представа и смисао оног о чему се говори. Од изузетне важности је проценити садржај мисли, те да ли су присутне суицидне или сумануте идеје, опсесије, фобије. 

#### Расположење и афект
О расположењу стручњак може закључивати и на основу онога што пацијент саопштава, али и на основу посматрања његове фацијалне експресије и држања. Афект се односи на емоционално реаговање које је подстакнуто некаквом дражи. Питања током интервјуа могу неретко провоцирати различите емоционалне одговоре, који могу бити одговарајући, заравњени или неадекватни и то различитог интезитета. Пример неадекватног афекта може бити смејање на помен тужних тема. 

#### Перцепција
Треба испитати да ли пацијент доживљава халуцинације или илузије у неком од чулних модалитета (вид, слух, додир итд.)

#### Памћење
Треба испитати сензорно, краткокорчно и дугорочно памћење. Сензорно памћење подразумева да је пацијент у стању да региструје информације дате у тренутку, од њега се може тражити да моментално понови одређене речи или бројеве. Уколико се испитује краткотрајно задржавање информација, пацијент се упозори да ће бити питан за дате информације након 3-5 минута од саопштавања. На крају, дугорочно памћење процењује се тако што се од њега тражи да исприча догађаје који су се десили протеклих дана, месеци или година. 

#### Расуђивање и увид
Увид се односи на способност разумевања сопстевног стања и свести о постојању проблема. Увид је често нарушен у случајевима психоза, када особа не разликује стварност од халуцинаторних искустава, и деменција. Расуђивање се односи на способност доношења промишљених одлука или рационалног закључивања када се понуде одређене информације. О моћи расуђивања може се закључивати индиректно током разговора са пацијентом, али се такође могу поставити и питања за размишљање о томе како би пацијент поступио у одређеној ситуацији, на пример "Шта бисте урадили ако осетите снажан мирис дима у својој кући?". 

#### Когнитивне способности
Остале когнитивне способности попут рачунанања, способности читања и писања, апстрактног мишљења могу се, уколико је потребно, испитати применом структуисаних тестова.